# スパイダーバース
『スパイダーバース』 (SPIDER-VERSE) は、スパイダーマンを主人公とするマーベル・コミックの漫画作品（アメリカン・コミックス）。2014年から2015年にかけて、複数の雑誌にまたがって展開された。

## 概要
スパイダーマンの天敵と呼べる存在「インヘリターズ」と戦うため、さまざまな次元のスパイダーマンたちが集結して戦う物語である。
マーベル・コミックの世界観はマルチバース（多元宇宙）となっており、同じキャラクターが別次元では異なる形で存在する。本作ではその設定を利用し、さまざまなスパイダーマンが次元を超えて共演する。それ自体は過去にも例があったが、本作においては自国の各種漫画版やアニメ版、そして国外の東映テレビドラマ版などのスパイダーマンも登場するという大規模な展開となっており、シリーズ全体では100人を超えるスパイダーマンが登場する。ただし、ソニー・ピクチャーズの映画シリーズなど一部の作品のキャラクターは使用許可が下りなかったため、未登場となっている。
単行本は、メインストーリーの『スパイダーバース』、前日譚の『エッジ・オブ・スパイダーバース』、サイドストーリー集の『ワールド・オブ・スパイダーバース』を各1巻ずつ、合計3巻という形で発売された。メインストーリーはダン・スロットが単独で担当しているが、『エッジ・オブ』と『ワールド・オブ』には他のライターも参加しており、作画もエピソードごとに異なる。
日本版のカバーイラストは村田雄介が担当し、全3巻を並べると1枚の絵になる。また、ブリスターのみの取り扱いによる数量限定版として、USオリジナルカバー版も発売された。

## 掲載誌
| 単行本                           | 掲載誌                                  | ライター | アーティスト |
| -------------------------------- | --------------------------------------- | --- | --- |
| スパイダーバース                 | アメイジング・スパイダーマン v3 #9 - 15 | ダン・スロット | オリビア・コアベル ジュセッペ・カムンコリ |
| エッジ・オブ・スパイダーバース   | フリーコミックブックデイ2014            | ダン・スロット | ジュゼッペ・カムンコリ |
| エッジ・オブ・スパイダーバース   | スーペリア・スパイダーマン #32, 33      | クリストス・ゲイジ ダン・スロット | ジュゼッペ・カムンコリ アダム・キューバート M. A. セプルベダ |
| エッジ・オブ・スパイダーバース   | エッジ・オブ・スパイダーバース #1 - 5   | デビッド・ハイン ファブリゼ・サポルスキー ジェイソン・ラトゥール ダスティン・ウィーバー クレイ・マクラード・チャップマン ジェラルド・ウェイ | リチャード・イサヌブ ロビー・ロドリゲス ダスティン・ウィーバー エリア・ボネッティ ジェイク・ワイアット                                                                                |
| エッジ・オブ・スパイダーバース   | スパイダーマン2099 #5                   | ピーター・デビッド | リック・レオナルディ |
| エッジ・オブ・スパイダーバース   | アメイジング・スパイダーマン v3 #7, 8   | ダン・スロット | ジュゼッペ・カムンコリ ウンベルト・ラモス |
| ワールド・オブ・スパイダーバース | スパイダーバース #1, 2                  | ダン・スロット スコッティ・ヤング ロビー・トンプソン ケイティ・クック キャスリン・インモネン ジェド・マッケイ エンリケ・プイグ              | ウンベルト・ラモス ジェイク・パーカー デニス・メドリ タイ・テンプルトン ケイティ・クック トム・グルメット クリス・アンカ デビッド・ラフェンテ シェルドン・ベラ フランシスコ・ヘラーラ |
| ワールド・オブ・スパイダーバース | スパイダーバース・チームアップ #1 - 3   | クリストス・ゲイジ ロジャー・スターン ゲリー・コンウェイ トム・デファルコ                                                                   | デイブ・ウィリアムズ ボブ・マクラード スティーブン・サンダース ロン・フレンツ |
| ワールド・オブ・スパイダーバース | スパイダーウーマン #1 - 4               | デニス・ホープレス | グレッグ・ランド |
| ワールド・オブ・スパイダーバース | スカーレット・スパイダーズ #1 - 3       | マイク・コスタ | パコ・ディアズ |
| ワールド・オブ・スパイダーバース | スパイダーマン2099 #6 - 8               | ピーター・デビッド | ウィル・スリニー |

『エッジ・オブ・スパイダーバース』『スパイダーバース』『スパイダーバース・チームアップ』はオムニバス形式で、エピソードごとに異なるライターやアーティストが担当している。

## 物語
かつてアース-616のスパイダーマンに倒されたモーランが復活し、アース-449のスパイダーマンを襲撃した。一方、アース616のスパイダーマンの下に、スパイダーUKやスーペリア・スパイダーマンが集めた様々な次元のスパイダーたちが集結し、スパイダーアーミーを結成する。

## 主な登場人物
本作にはスパイダーマンのバリエーションが多数登場する。過去には本編の世界であるアース-616のスパイダーマンが通常と異なる姿になったこともあるが、それらはスーペリア・スパイダーマンが過去から来た同一人物であるのを唯一の例外として、すべて別次元の人物として新たに設定されている。また本作で初登場となった者や、原典では最後まで生存していたが本作で死亡が確認された者もいる。小森ユウ、「トビー・マグワイアに似たピーター」、「アンドリュー・ガーフィールドに似たピーター」などは、本人は登場しないがセリフで言及されている。
ピーター・パーカー / スパイダーマン
出身：アース-616
『アメイジング・スパイダーマン』シリーズの主人公。かつてオットー・オクタビアス（ドクター・オクトパス）が身体を乗っ取っていた際に自分の会社「パーカー・インダストリーズ」を設立していたことから、自身の身体を取り戻すと同時に同社の社長としての責務を背負う事になっている。
過去に一度インヘリターズの撃退に成功したという稀有な戦歴を持っているため、スパイダーアーミーのリーダーとして抜擢される。
本作には同姓同名のスパイダーマンが多数登場するが、それぞれ出身の世界やコスチューム、本作に登場するまでの経緯が異なる。
シンディ・ムーン / シルク
出身：アース-616
ピーターと同じクモに咬まれて超能力を得た少女。インヘリターズに発見されないように13年間隔離されていたが、ピーターに救出され、仲間になった。
ピーターのスパイダーセンスが効かず、またピーターと一緒にいると無意識のうちに互いに惹かれ合ってしまう。
当初のコスチュームは身体にスパイダーウェブを巻きつけただけだったが、「ダサ過ぎる」という評価を受けていることを知り、本作で新コスチュームに変更する。
ビリー・ブラドック / スパイダーUK
出身：アース-833
次元を超えて結成された同盟「キャプテン・ブリテン・コァ」の一員。アース-833におけるキャプテン・ブリテン。
ピーター・ポーカー / スパイダーハム
出身：アース-25
喋る豚のスパイダーマン。キャラクター自体は1983年に初登場、その後『スパイダーハム』シリーズの主人公として活躍しているが、そちらはアース-8311の住人、本作に登場するのは『スパイダーハム 25thアニバーサリースペシャル』（2010年）が初出の別人である。
ギャグ漫画の世界の住人であるため、「崖から落とされてもカスリ傷」など、現実離れしたタフな身体の持ち主であることを覗わせる発言をしている。
グウェン・ステイシー / スパイダーウーマン（スパイダーグウェン）
出身：アース-65
アース-65ではグウェンがスパイダーパワーを得ており、ピーターが死亡するという、アース-616とは逆の展開を経ている。
ピーターの最期を看取ったことが「ピーターを殺した」と誤解され、警察に追われる身だったが、スパイダーUKに存在を確認され、スパイダーアーミーに合流することになる。
多くの平行世界のピーターから正体を見抜かれて困惑されるという事態に、逆に困惑を隠せないでいた。
本作への登場後、『スパイダーグウェン』シリーズの主人公として活躍している。
ピーター・パーカー（オットー・オクタビアス） / スーペリア・スパイダーマン
出身：アース-616
『スーペリア・スパイダーマン』の主人公。オットーの精神がピーターの身体を支配している状態。本編のオットーは既にピーターに身体を返して消滅している（そのためスーペリアの存在も失われている）が、本作では過去から来たという設定で再登場する。精神がオットーであるため自分の才能を誇示する傾向があり、アース-2818のピーターからは「ナチュラルに自慢が出てくる」と言われている。また、必要なら相手を殺すことも辞さないため、自身の出自も含めてアース-616のピーターからは快く思われていないが、インヘリターズと戦う仲間としては認められている。
アクシデントで2099年に飛ばされ、元の時代に戻ろうとする過程で別次元のスパイダーたちが次々とインヘリターズに襲われていることを知り、対抗策としてスパイダーアーミーを結成するために生き残ったスパイダーたちを集めていた。しかし多くのスパイダーマンが人殺しを厭うことを懸念し、さらに密かに暗殺部隊を結成している。
戦いの中で「自分が消滅し、ピーターが肉体を取り戻した後のスパイダーマンがアース-616スパイダーマンなのでは」という懸念を抱き、その事態を阻止しようと考え始める。なお史実では最終的にピーターの方がより良い（スーペリア）スパイダーマンなのだと理解して体を返却する。
ピーター・パーカー / スパイダーマン
出身：アース-12041
テレビアニメ『アルティメット・スパイダーマン』の主人公。原典と同様に、突然デフォルメされた姿になったり誰ともつかない相手に話しかけたりする。
マイルズと共にアース-67のピーターを迎えに行き、その後スパイダーアーミーに合流する。
マイルズ・モラレス / アルティメット・スパイダーマン
出身：アース-1610
漫画『アルティメット・スパイダーマン』の2代目主人公であり、アルティメットユニバースの2代目スパイダーマン。
アース-12041のピーターが言った「ウェブ・ウォリアーズ」というチーム名に最初は呆れていたが、その後自ら口にしている。
ピーター・パーカー / ザ・スパイダーマン（スパイダーマン・ノワール）出身：アース-90214
1930年代初頭を舞台とするシリーズ『スパイダーマン・ノワール』の主人公。拳銃を所持している。他のピーターたちと比較してハードボイルドな立ち振舞から、共に行動したアース-92100のピーターからは「ボガート」と呼ばれている。
1930年代の人間であるため、現在では差別用語である言葉をそうとは知らずに使ってしまうことがあり、アース-92100のピーターから注意されている。
ピーター・パーカー / スパイダーマン
出身：アース-67（旧設定ではアース-6799）
旧アニメシリーズの主人公。簡略化された模様や彩色、さらには出身地であるアース-67のビジュアルイメージも原典の作画が忠実に再現されている。
1960年代の人間だが、黒人であるマイルズにも分け隔てなく接する。「Walloping Web Snappers!（なんてことだ！）」は、彼がびっくりしたときに使う口癖。
山城拓也 / スパイダーマン
出身：アース-51778
東映テレビドラマ版の主人公。巨大ロボット「レオパルドン」と共に参戦する。
インヘリターズに警戒され、真っ向から激突するも生還。一時は大破したレオパルドンも修理されて最終決戦にも登場と、破格の扱いで活躍した。
天野翔 / スパイダーマンJ
出身：アース-7041
コミックボンボンで連載された山中あきらの漫画の主人公。カラーコミックが中心のアメリカンコミックと違い、出身がモノトーンを中心とした日本の漫画なので一人だけ白黒のトーンカラーで表現されている。
ペニ・パーカー / スパ//ダー
出身：アース-14152
スパイダーバース内の「エッジ・オブ・スパイダーバース」を出自とするキャラクター。
5年前に死んだ父の遺志を継ぎ、パワードスーツで戦う14歳の女子中学生。スパ//ダー（SP//dr、発音はスパィダー）とは、厳密にはパワードスーツの名称である。彼女とパワードスーツに力を与えるクモも、同様にスパ//ダーと言う名称となっている。
本作の作家陣の趣向で、日本のアニメ・漫画作品をリスペクトしたデザインとなっている。また、モブキャラクターもそれらのキャラに似た者が登場する。
ミゲル・オハラ / スパイダーマン2099
出身：アース-928
『スパイダーマン2099』の主人公。アース616からインヘリターンズの解明を行うため、元の未来世界に一度帰還する。その後、山城拓也の「レオパルドン」の修復などに協力した。